# ピアノ四重奏曲第1番 (メンデルスゾーン)
ピアノ四重奏曲第1番 ハ短調 作品1 は、フェリックス・メンデルスゾーンが作曲したピアノ四重奏曲。

## 概要
本作は1822年に作曲されており、作曲当時のメンデルスゾーンは13歳だった。彼は幼い頃にピアノ四重奏曲を4作書いている。本作は未出版のままとなったニ短調の作品に続けて書かれ、出版されて作品番号1を与えられた。アントニ・ラジヴィウへと献呈された。続く作品2、作品3もピアノ四重奏曲である。
曲調にはモーツァルトやウェーバーの影響が表れている。

## 楽曲構成
4つの楽章で構成される。演奏時間は約28分。

### 第1楽章
Allegro vivace 4/4拍子 ハ短調
弦楽器よりもピアノに比重を置いたバランスで書かれている。透明度の高いテクスチュアで幕を開ける（譜例1）。ピアノが主題を引き継いで発展させていく。
譜例1
変ホ長調の第2主題はチェロから提示される（譜例2）。ヴィオラ、ヴァイオリンと順に歌い継がれていく。
譜例2
華やかなピアノの音型に乗せた結尾があり、反復記号によって提示部の繰り返しが行われる。展開部は提示部結尾の素材を扱いつつ開始すると、譜例1も加わってくる。ad libitum.と指示のあるピアノのパッセージを境に再現部へ入り、ハ短調の譜例1に続いてピアノからハ長調で譜例2が再現される。ピアノの活躍が目立つコーダを経て、ハ短調で劇的な幕切れを迎える。

### 第2楽章
Adagio 3/4拍子 変イ長調
この楽章でも中心となって音楽を作っていくはピアノである。弦楽器が譜例3の主題を穏やかに導入する。
譜例3
譜例3を繰り返したのち、ヴァイオリンとピアノが対話する形で進んでいく。ad libit.のピアノのパッセージを経て譜例3がヴィオラから再現され、続いてチェロが新しい旋律を奏でる（譜例4）。
譜例4
ピアノがスタッカートの付されたアルペッジョの音型を弾き始め、これにチェロの譜例4が加わって盛り上がりを作っていく。落ち着いて譜例3の再現となり、静まっていって楽章に幕が下ろされる。

### 第3楽章
Scherzo: Presto 2/2拍子 ハ短調
伝統的な形式で書かれている。冒頭からピアノが忙しない楽想を示す（譜例5）。
譜例5
スケルツォ部は二部形式になっており、前半と後半をそれぞれ繰り返すとトリオに移行する。トリオではヴァイオリンが全休止した上にピアノは左手のみとなり、ヴィオラ、チェロとピアノ左手の3声で進められる。主題はチェロが受け持つ（譜例6）。
譜例6
トリオも前後半の繰り返しを行い、スケルツォ・ダ・カーポとなってスケルツォへと回帰する。

### 第4楽章
Allegro moderato 4/4拍子 ハ短調
この楽章ではピアノはまるでピアノ協奏曲で見られるような活躍をみせる。主題はひとつしか持たない。序奏はなく、ピアノによる主題の提示で開始する（譜例7）。
譜例7
ピアノの華麗なパッセージを主体とした経過を経て、譜例7を変イ長調に転じた主題が現れる（譜例8）。
譜例8
再びピアノのパッセージワークとなり、華やかに提示部を終えて繰り返しに入る。展開部は譜例7を用いて始められるがすぐさまピアノの走句に取って代わられ、音楽は高い熱量で進行する。再現部では譜例7がハ短調、譜例8がハ長調でそれぞれ再現され、劇的なコーダを経てハ短調の主和音で全曲を締めくくる。